# Раман (фестиваль)
Раман — це релігійний фестиваль і ритуальний театр регіону Гарвал в Індії. Це фестиваль народу Ґархвалі в селі Салоор Дунгра в долині Паїнкханда в районі Чамолі в штаті Уттаракханд, Індія.
Фестиваль і однойменна форма мистецтва проводяться як підношення сільському божеству, Бгуміял Девта, у дворі сільського храму. Раман є унікальним для села, і його не повторюють і не виконують ніде в Гімалайському регіоні.

## Божество
Божеством-охоронцем Салоора Дунгри є Бгумічетрапал, також відомий як Бгуміял Девта. Фестиваль проводиться на її честь щороку після Байсахі, свята врожаю, яке також знаменує початок індуїстського сонячного Нового року. У день Байсахі сільський священик оголошує дату свята Раман, яка припадає на дев'ятий або одинадцятий день після Байсахі. Бгуміял Девта виходить у процесії до храму в день Байсахі. На другий день люди підносять харіялі (пророслі рослини ячменю) божеству, яке, у свою чергу, обіцяє процвітання всім, включаючи врожайність сільського господарства та лісову продукцію. Кожного дня фестивалю Девта об'їжджає село. Фестиваль триває десять днів, протягом яких у дворі храму Бгуміял Девта співають місцевий епос про Раму та танцюють у масках, що зображують різні аспекти життя.

## Гуляння і танці
Раман починається із звернення до Ганеші, усувальника перешкод, за яким слідує танець Ганеші та Парваті. Далі слідує танець Бога Сонця, інсценування міфу про створення Брахми та Ганеші. Інші танці включають танець Бур Дева разом з Ґопі Чанд (Крішна) і Радгіка, танець Мвар-Мварін, який демонструє муки пастухів бізонів, і Банія-Баніяйн Нрітья (танець торгової пари), який показує труднощі, з якими стикаються прості люди. Після цих початкових виступів тепер увага зміщується на розігрування місцевої Рамкатха. Епізоди з життя Рами, починаючи з його візиту в Джанакпур і завершуючись його коронацією після повернення з вигнання, співаються в загальній кількості 324 тактів і кроків. Іншим важливим аспектом цих виступів є спів Джагара, музичного виконання місцевих легенд.
Існують також інші танці та епізоди, такі як Маал-Нрітья, Koorjogi та Narsingh Pattar Nritya, які слідують за Рамкатхою. У Маал-Нріті історична битва між гуркхами Непалу та місцевими ґархвалі комічно розігрується трупою з чотирьох танцюристів, одягнених у червоне та біле. Обов'язковим є червоний Маал із касти Кунвар із села Салоор, оскільки вважається, що цей хутір підтримував Горкхів, тоді як інші три обрані панчами Грам Панчаят.
У церемонії Koorjogi бур'яни (koor) з сільських полів висмикуються Koorjogi, персонажем, який несе повний мішок цих бур'янів. Дуже весело, коли люди кидають один в одного ці бур'яни в дусі спільного спорту.

## Участь громади
Спадкоємцями, організаторами та спонсорами фестивалю Раман є жителі села Салоор-Дунгра. Усі домогосподарства, незалежно від касти та спільноти, підносять молитви та виконують ритуали головним божествам Рамана. Однак ролі різних каст у фестивалі добре встановлені. Виконавцями на Рамані є талановита молодь та старші, обрані сільськими головами. Священики-брахмани проводять ритуали, готують і подають прасад божеству. Баарі відповідають за організацію та збір коштів, а Дгаарі — це група, яка допомагає баарі в організації заходу. Баарі та дгарі призначаються своїми обов'язками Грам панчами. Саме ці панчі обирають резиденцію Бгуміял Девта до наступного фестивалю Раман. Сім'я, де Бгуміял Девта проживає протягом року, повинна дотримуватися суворого розпорядку дня, а місце в будинку визначено та освячено для божества. Джагар співають джагарі або бгалли з касти раджпутів, які є професійними бардами. Гра на барабанах займає центральне місце в урочистостях, і це роблять барабанщики спільноти Das, найнижчої касти, чий статус підвищується під час виступу.
Фестиваль завершується бенкетом, де прасад божества роздається як таїнство.

## Загрозлива та унікальна традиція
Рамман поєднує сакральне та соціальне, ритуальне з гулянням і виражає історію, віру, спосіб життя, страхи та надії жителів села Салоор-Дунгра через сітку усних, літературних, візуальних, кінетичних і традиційних ремісничих форм. Це щорічна подія, якій діти вчаться, дивлячись. Різноманітні навички, пов'язані з танцями, співом і грою на барабанах, передаються між спадковими громадами усно. Натиск глобалізації та технологій, а також відсутність фінансової чи мистецької компенсації негативно вплинули на ритуальні та традиційні виступи Рамана. Будучи периферійним по відношенню до основних форм мистецтва, обізнаність про Раман за його безпосередніми кордонами є незначною, і вона ризикує з часом зникнути.
У 2009 році ЮНЕСКО внесло Раман до свого Репрезентативного списку нематеріальної культурної спадщини людства.